# Lipovica (Zvečan)
Pour les articles homonymes, voir Lipovica.
Lipovica en serbe latin et Lipovicë en albanais (en serbe cyrillique : Липовица) est une localité du Kosovo située dans la commune/municipalité de Zvečan/Zveçan, district de Mitrovicë/Kosovska Mitrovica. Selon des estimations de 2009 comptabilisées pour le recensement kosovar de 2011, elle ne compte plus aucun habitant.

## Démographie

### Évolution historique de la population dans la localité
| 1948 | 1953 | 1961 | 1971 | 1981 | 1991 | 2009 |
| ---- | ---- | ---- | ---- | ---- | ---- | ---- |
| 77   | 87   | 86   | 76   | 31   | 14   | 0    |

|  |